# Карпович Ольга Володимирівна
О́льга Володи́мирівна Карпо́вич (до шлюбу Скрипчук; нар. 30 травня 1971, с. Бережанка Лановецького району Тернопільської області) — українська акторка і співачка, заслужена артистка України (2017).

## Життєпис
Народилась 30 травня 1971 року в селі Бережанка Лановецького району Тернопільської області разом з сестрою Оксаною. З дитинства сестри-близнята брали участь у різноманітних концертах в селі, районі, області.
Закінчили Нікопольське педагогічне училище, здобувши фах вчителів початкових класів з музичним нахилом.
Згодом вступили до Київського інституту культури (вокальне та диригентсько-хорове відділення). Під час навчання Ольга співала у хорі Київського дитячого оперного театру, а Оксана — у хорі Київського театру оперети.
Після закінчення інституту Ольга поїхала працювати у Житомирський театр, де одружилася з актором Миколою Карповичем. А Оксана Скрипчук спочатку працювала в Дрогобицькому музично-драматичному театрі, а згодом стала співачкою Тернопільської обласної філармонії.
Від 1997 року Ольга Карпович — акторка Житомирського українського музично-драматичного театру ім. І. Кочерги.
2017 року удостоєна звання заслуженої артистки України.

## Ролі
в театрі
- Кайдашиха («Кайдашева сім'я» Нечуй-Левицького)
- Кухарка («Вій» Гоголя)
- Місіс Радість («Фантастична Мері» П. Авраменка)
- Тітонька Бджола («Муха-Цокотуха» К. Чуковського)
- Тетяна («Вівця з вовчим поглядом» О. Марданя за п'єсою «Кішки-мишки»)
- Отаманша («Снігова королева» Шварца)
- Свиня («Божі тварі» за п'єсою М. Ладо «Дуже простенька історія»)
- Свиня («Кицин дім» С. Маршака)
- Уляна («Фараони» О.   Коломійця)
- Ханума, Текле («Ханума» А. Цагарелі)
- Черепаха Тортіла («Золотий ключик або Пригоди Буратіно» О. Толстого)
- Явдокія Пилипівна («За двома зайцями» Старицького)

в кіно
- Бабуся Корольова («Незламний. Шлях до мрії» режисера П. Авраменка)